# Tatsuro Yamauchi
Tatsuro Yamauchi (山内 達朗 Yamauchi Tatsuro?, nacido el 23 de enero de 1994 en Okinawa) es un futbolista japonés que se desempeña como delantero.

## Trayectoria

### Clubes
| Club      | País  | Año         |
| --------- | ----- | ----------- |
| FC Ryukyu | Japón | 2016 - 2017 |

## Estadística de carrera

### J. League
| Club      | Año   | J. League | J. League | Copa J. League | Copa J. League | Total | Total |
| Club      | Año   | Part.     | Goles     | Part.          | Goles          | Part. | Goles |
| --------- | ----- | --------- | --------- | -------------- | -------------- | ----- | ----- |
| FC Ryukyu | 2016  | 8         | 0         | -              | -              | 8     | 0     |
| FC Ryukyu | 2017  | 9         | 0         | -              | -              | 9     | 0     |
| Total     | Total | 17        | 0         | 0              | 0              | 17    | 0     |